# 布里斯本潑熱咖啡襲擊嬰兒事件
當地時間2024年8月27日中午，澳大利亞昆士蘭州布里斯本格林斯洛普斯斯通斯角漢隆公園，一名來自杭州，33歲中華人民共和國籍男子潑熱咖啡襲擊一名與家人在公園野餐的男嬰。此次襲擊造成男嬰嚴重燙傷。

## 背景
2020年代以來，接連發生中華人民共和國公民針對在中國的非中國籍兒童或在境外地區襲擊當地兒童事件。2024年6月24日，蘇州一名中國男子持刀襲擊一對居華日本僑民母子和日本人學校校巴；9月18日，深圳一名10歲的日本男童在上學途中被一名中國男子持刀襲擊致死；10月3日，瑞士發生一宗23歲中國男子持刀襲擊三名5歲男童的事件。

## 襲擊
2024年8月27日中午，一名戴著眼鏡、穿著藍色襯衫、工人短褲和黑色帽子的33歲中華人民共和國籍男子在澳洲布里斯本的漢隆公園接近正在野餐的一家人，將一瓶熱咖啡潑向該家庭的男嬰後逃離現場。該男嬰被大面積燙傷，一名剛下班的護士立即用冷水為他沖洗燙傷部位。
在襲擊發生後幾個小時後，該襲擊者在一座教堂外面更換衣服，然後乘坐一輛共享汽車前往布里斯本市中心。該襲擊者在8月28日開車前往新南威爾士州，並於8月31日到達悉尼，持其本人的護照，經由悉尼機場潛逃回中華人民共和國，而澳洲警方僅在確認其身份的12小時後才發現其已離境。

## 調查
2024年9月，澳洲警方發言人、探長保羅·道爾頓在事件相關的新聞發佈會上表示，該襲擊者熟知警方的偵查手段，並採取反監視行動，增加警方追查的難度。起初，警方獲得的襲擊者姓名有誤，直到9月1日才確定其真實身份，並將其容貌與閉路電視畫面比對確認。然而，警方當時仍缺乏足夠證據來申請搜查令。
澳洲警方拒絕向公眾透露襲擊者的身份、姓名以及其潛逃的國家，但表示偵查人員正在與襲擊者所在國的相關當局聯繫。道爾頓形容這可能是他參與及領導過最複雜且偶爾令人沮喪的調查之一。他形容襲擊者冷血且懦弱，並指出：「在我35年的警察生涯中，從未見過如此年幼的孩子在這種情況下遭到襲擊。」警方已對襲擊者發出逮捕令，指控其意圖造成嚴重身體傷害，並公佈閉路電視截圖，以協助調查。
直到2024年10月，襲擊者的身份才被中華人民共和國媒體曝光，但澳洲警方仍拒絕公開任何相關資訊。此外，警方「強烈建議」不要發佈與調查相關的敏感信息，包括襲擊者的姓名，否則可能會影響偵查進展及相關人員的追查。昆士蘭州警察局代理局長肖恩·切勒皮表示，限制資訊發佈是一種戰略性手段。
澳洲犯罪心理學家蒂姆·沃森-蒙羅對警方拒絕公佈襲擊者信息的決定提出質疑，指出襲擊者在澳洲並無親屬，因此不會有騷擾其家人的風險。他表示不理解為何公佈襲擊者的姓名會對案件造成不利影響，並認為澳洲公眾有權了解襲擊者的身份。

## 受害者
事件中的受害者為時年9個月大的男嬰盧卡（Luka）。盧卡的臉部、上半身和手臂被熱咖啡嚴重燙傷，並在昆士蘭兒童醫院接受多次手術，傷勢將會影響餘生。其母親在襲擊發生後出現恐慌症，對公共場合感到恐懼和焦慮，並對當日發生的事情感到痛苦，她表示，家人可能永遠無法從這場精神創傷中完全康復。

## 襲擊者
根據多家媒體轉引中華人民共和國媒體的報導，該襲擊者為33歲，出生於杭州，曾移居山東省。其自2019年以來持各類簽證入境澳洲，最初持有工作假期簽證，後來轉為學生簽證。澳洲警方指出，襲擊者在澳洲無家庭或犯罪記錄，曾在昆士蘭州、新南威爾士州和維多利亞州生活和工作，並曾受僱於一家肉類加工廠。據報導指，當其簽證申請遭到拒絕時，疑犯極為憤怒，想報復白人，並將怒火發洩在受害者身上。一名自稱是襲擊者前同事的華裔澳洲居民在中國社交媒體小紅書上表示，襲擊者「腦袋有問題」，形容其性格怪異且難以相處。

## 後續
男嬰父母在GoFundMe網頁為男嬰眾籌醫療費用，已籌得超過15萬美元。男嬰父親在接受採訪時表示，希望兇徒被繩之以法，無論其在中國還是澳洲受到懲罰，男嬰父母只是希望他受到懲罰。